# 1932 en Belgique
Chronologie de la Belgique
- 1928
- 1929
- 1930
- 1931
- 1932
- 1933
- 1934
- 1935
- 1936

Cette page recense des événements qui se sont produits durant l'année 1932 en Belgique.

## Chronologie
- 27 novembre : élections législatives. Victoire du parti catholique.

## Culture

### Architecture

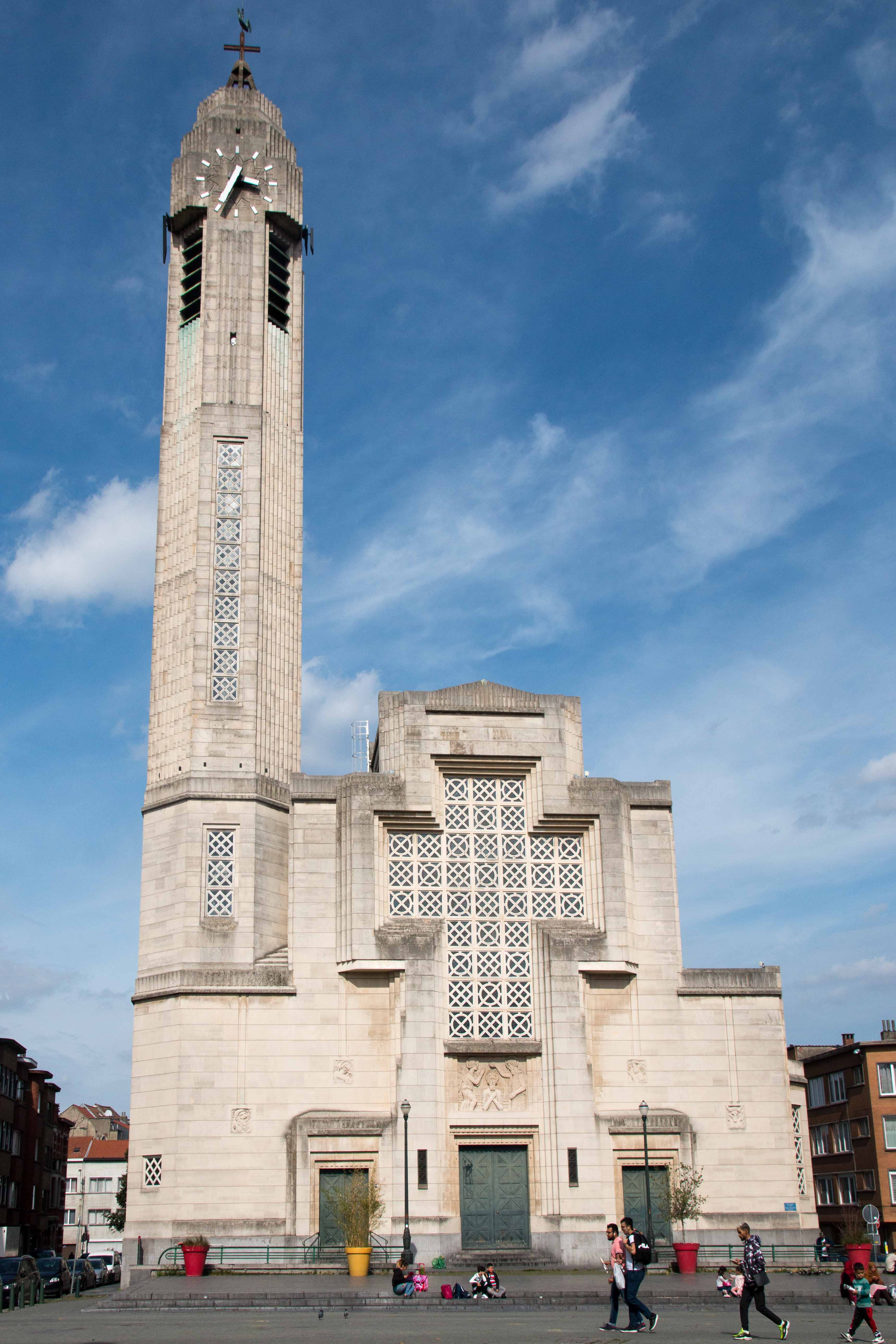
Église Saint-Jean-Baptiste de Molenbeek-Saint-Jean (Art déco)
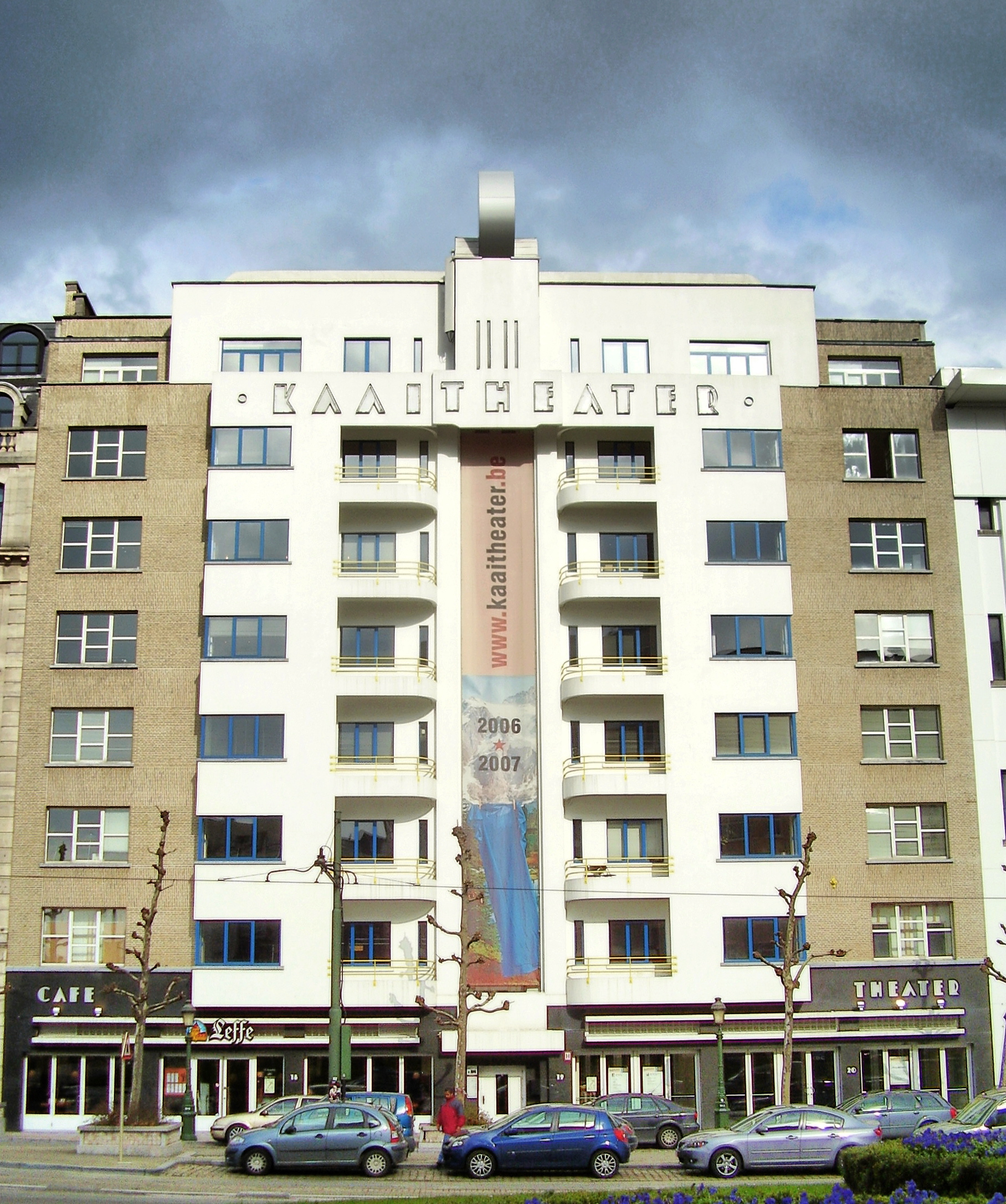
Immeuble La Luna à Bruxelles (Art déco, Marcel Driesman)

### Bande dessinée
- Tintin en Amérique.

## Sociologie
- Grève générale de 1932 en Belgique

## Sports
- Championnat de Belgique de football 1931-1932